# مجموعه ملاوردیخان
مجموعه ملاوردیخان مربوط به دوره صفوی - دوره قاجار است و در قزوین، خیابان پهلوی ـ غرب خیابان مولوی واقع شده و این اثر در تاریخ ۲۴ مرداد ۱۳۵۶ با شمارهٔ ثبت ۱۴۳۵ به‌عنوان یکی از آثار ملی ایران به ثبت رسیده است.